# 미아 마에스트로
미아 마에스트로(스페인어: Mía Maestro, 1978년 6월 19일 ~ )는 아르헨티나의 배우, 싱어송라이터이다.